# Nicolaus Oest

Nicolaus Oest

Nicolaus Oest (* 30. März 1719 in Ulderup; † 21. September 1798 in Neukirchen, heute Gemeinde Steinbergkirche) war ein deutscher evangelisch-lutherischer Geistlicher, Agrarreformer und Autor.

## Leben
Nicolaus Oest war ein Sohn des Pastors Johann Georg Oest in Ulderup (1686–1747), später Pastor in Satrup, und dessen Frau Christiana (1700–1788), Tochter von Nicolaus Kühl, Johann Georgs Vorgänger in Ulderup.

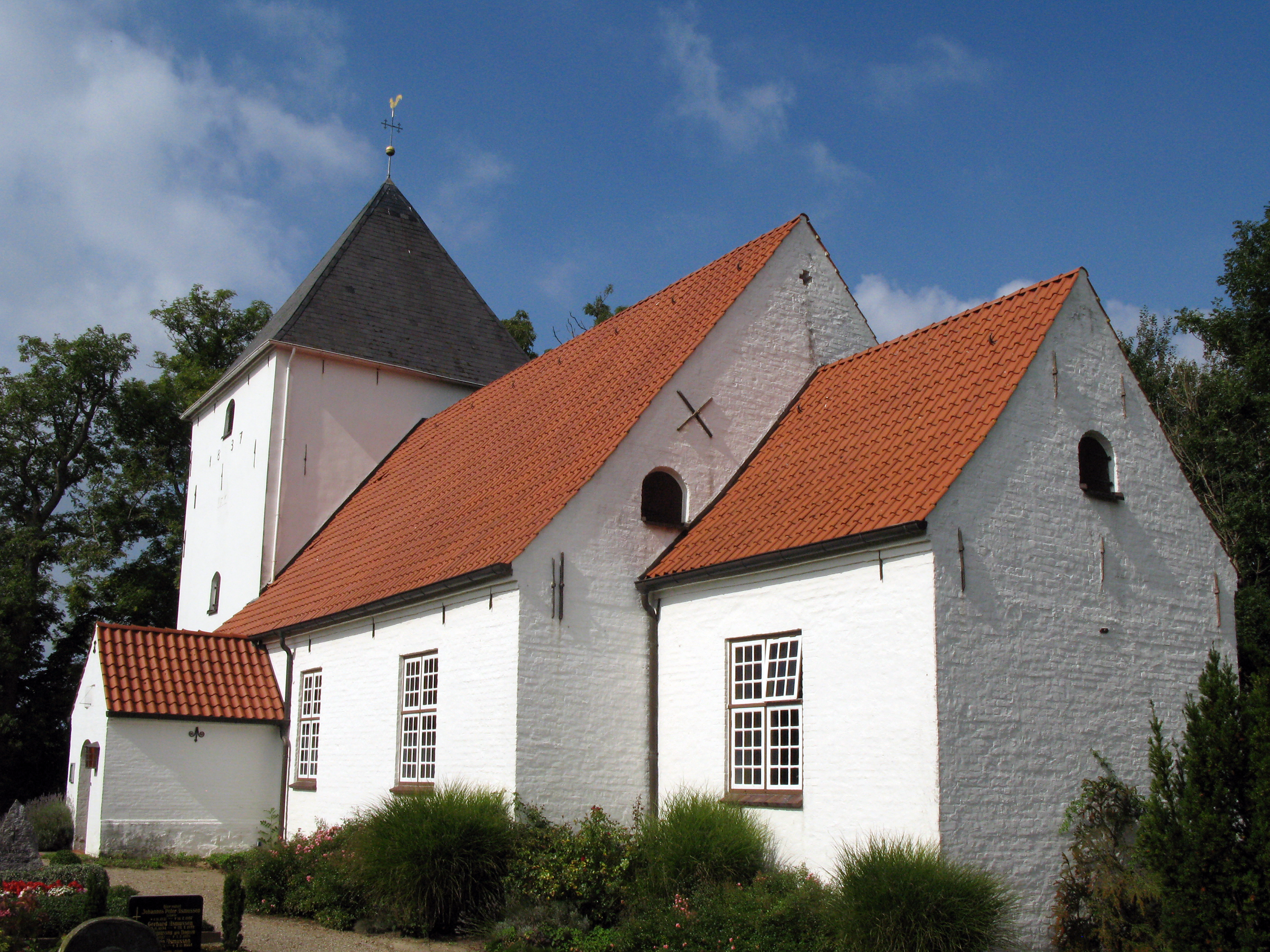
Kirche in Neukirchen

Zunächst von seinem Vater zu Hause unterrichtet, besuchte er 1738/39 für ein Abschlussjahr das Akademische Gymnasium in Hamburg und studierte ab Ostern 1739 Evangelische Theologie an der Universität Rostock. 1744 heiratete er Christina Sophia, die Tochter von Friedrich Andreas Petersen (1673–1763). Sein Schwiegervater war Pastor im Kirchspiel Neukirchen in Angeln. Obwohl die kleine Kirchengemeinde mit nur 30 Familien einen Pastor kaum ausreichend beschäftigte und nur spärlich ernährte, blieb Oest Adjunkt seines Schwiegervaters. Bewerbungen auf andere Stelle wie 1757 nach Westensee führten nicht zum Erfolg. Erst 1763 starb Petersen und Oest folgte ihm als Pastor nach. Um das geringe Einkommen aufzubessern, nahm Oest Kostkinder auf, die von ihm auf den Besuch des Gymnasiums vorbereitet wurden.
Daneben bestanden seine Einkünfte als Landpastor hauptsächlich aus den Erträgen des Pfarrlandes. Nicolaus Oest widmete sich daher neben seinen wenigen Amtsgeschäften der Landwirtschaft. Vor allem beschäftigte ihn, wie die Erträge gesteigert werden konnten. So sorgte er dafür, dass die 1737 von König Christian VI. angeordnete Verkoppelung auch im bis 1779 bestehenden Teilherzogtum Schleswig-Holstein-Sonderburg-Glücksburg, zu dem Neukirchen gehörte, umgesetzt wurde. Während der kurzen Zeit ihres Bestehens von 1764 bis 1767 war er Mitglied der von seinem vorgesetzten Propst Philipp Ernst Lüders gegründeten Königlich Dänischen Ackerakademie, eines losen Zusammenschlusses von Bauern, Lehrern und Pastoren. Sie war die erste ökonomische Gesellschaft im Herzogtum Schleswig. Oest wurde zum praktischen Agrarreformer und ein weithin bekannter Experte für das Anlegen von Knicks in der Landschaft Angeln. Sein Werk Oeconomisch-practische Anweisung der Einfriedigung der Ländereien, das er 1767 in Flensburg veröffentlichte, trug wesentlich zur Entwicklung der schleswig-holsteinischen Knicklandschaft bei.

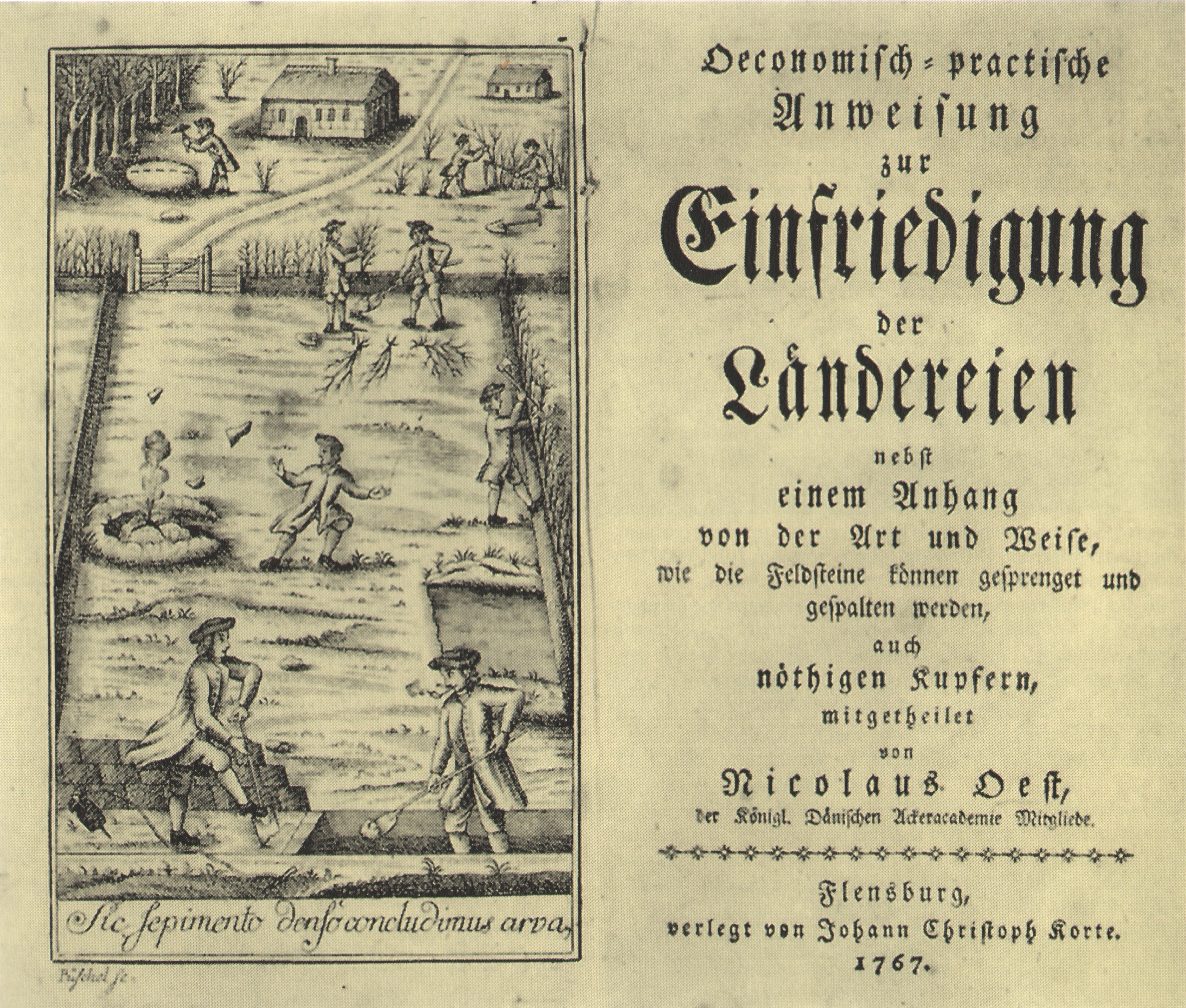
Nicolaus Oest: Einfriedigung der Ländereien (1767)

Oest veröffentlichte darüber hinaus weitere Aufsätze in verschiedenen Zeitschriften und dichtete für den Familien- und Freundeskreis. Theologisch war Oest von der Aufklärung und durch die Lektüre der Schriften Christian Wolffs bestimmt. Er verfasste eine Konkordanz zu dem 1780 von Johann Andreas Cramer herausgegebenen neuen Gesangbuch und beteiligte sich 1790 an Wilhelm Alexander Schwollmanns Entwurf für eine neue, vom Rationalismus geprägte Kirchenagende. Seine letzte Schrift war eine Entgegnung auf Friedrich Leopold zu Stolberg-Stolbergs 1797 anonym als Schreiben eines holsteinischen Kirchspielvogts erschienene Kritik an der in diesem Jahr in Schleswig-Holstein eingeführten Schleswig-Holsteinischen Kirchen-Agende des Generalsuperintendenten Jacob Georg Christian Adler.
Mit Christina Sophia (1714–1778) hatte er acht Töchter und den Sohn Johann Friedrich Oest. Mehrere seiner anderen Töchter heirateten Pastoren der Nachbargemeinden, darunter Dorothea den 1777 seines Amtes enthobenen Pastor von Toestrup Martin Friedrich Lihme (1733–1807). Die jüngste Tochter Maria Johanna Margaretha (* 1759) heiratete 1784 ihren Cousin, den Kunst- und Handelsgärtner in Sønderborg, Johann Georg Vothmann, dessen Mutter Oests Schwester Maria Dorothea war. Ab 1793 beschäftigte Oest Georg Petersen, den Ehemann einer Enkelin, als Adjunkt. Dieser gab 1800 Oests Gedichte samt einer kurzen Biographie heraus.

## Werke
- Oeconomische Abhandlung von dem Acker-Umsatz: nebst zwey Tabellen. Flensburg: Korte 1765

Digitalisat, UB Göttingen
- Oeconomisch-practische Anweisung der Einfriedigung der Ländereien, nebst einem Anhang von der Art und Weise, wie die Feldsteine können gesprenget und gespalten werden, auch nöthigen Kupfern  Flensburg: Korte 1767

Digitalisat, Universitäts- und Landesbibliothek Sachsen-Anhalt
- (Übers., mit Ludwig Bielfeld): Ove Malling: Grosse und gute Handlungen der Dänen, Norweger und Holsteiner. Flensburg; Leipzig: Korte 1779

Digitalisat, UB Göttingen
- Lieder-Concordanz zum bequemeren Gebrauch des allgemeinen Gesangbuchs. Flensburg 1784
- Auch Etwas über die neue Kirchenagende. Flensburg: Korten 1798
- Georg Petersen (Hrsg.): Nikolaus Oest’s, gewesenen Predigers zu Neukirchen in Angeln, Biographie: nebst einer Auswahl seiner Gedichte. Kiel: Mohr 1800

Digitalisat, Staatsbibliothek Berlin